# هری دربی
هری دربی (به انگلیسی: Harry Darby) سناتور سابق عضو حزب جمهوری‌خواه ایالات متحده آمریکا بود. وی در سال ۱۹۴۹ تا ۱۹۵۰ میلادی سناتور ایالت کانزاس در سنای ایالات متحده آمریکا بود.